# Lo Martegue
Lo Martegue (nom occità, en francès Martigues i antigament Les Martigues) és una ciutat de Provença, Occitània, al departament de les Boques del Roine, França, coneguda sota el nom de «Venècia provençal».
El nom del Martegue ve d'una antiga forma llatina, Marticum, composta de l'arrel preindoeuropeua mart- "roca" i de la terminació llatina -icum; aquest nom al·ludia a l'estany de Bèrra en tant que "estany de les roques". Els habitants s'anomenen martegals (en occità martegals/-aus -alas, en francès Martégaux -ales).
A la vora d'un llac d'aigües tranquil·les envoltat de cases amb façanes coloristes i barques de colors vius amarrades al llarg del canal. Félix Ziem (al qual se li ha dedicat un museu), Corot i molts altres pintors van reflectir aquest lloc a les seves obres.
L'església de Santa Magdalena de l'illa presenta una façana d'estil corinti, rica decoració interior i imposant orgue.
La capella de l'anunciació conté teginats daurats, frescs que representen la vida de la Verge, sostre pintat, amb un inusual contrast entre la riquesa interior i la sobrietat que impera a l'exterior.
Des del pont de sant Sebastià, s'observa una bella vista de les barques amarrades al llarg del canal.

## Demografia
| Evolució de la població |       |       |       |       |       |       |       |       |
| 1793                    | 1800  | 1806  | 1821  | 1831  | 1836  | 1841  | 1846  | 1851  |
| 6 695                   | 6 869 | 6 888 | 7 255 | 7 438 | 7 299 | 7 772 | 7 873 | 8 640 |

| 1856  | 1861  | 1866  | 1872  | 1876  | 1881  | 1886  | 1891  | 1896  |
| ----- | ----- | ----- | ----- | ----- | ----- | ----- | ----- | ----- |
| 8 099 | 8 433 | 8 011 | 8 053 | 6 963 | 6 483 | 6 494 | 5 918 | 5 659 |

| 1901  | 1906  | 1911  | 1921  | 1926  | 1931  | 1936   | 1946   | 1954   |
| ----- | ----- | ----- | ----- | ----- | ----- | ------ | ------ | ------ |
| 6 280 | 5 734 | 7 450 | 6 304 | 8 876 | 9 394 | 10 489 | 11 295 | 15 150 |

| 1962   | 1968   | 1975   | 1982   | 1990   | 1999   | 2006 | 2011 | 2016 |
| ------ | ------ | ------ | ------ | ------ | ------ | ---- | ---- | ---- |
| 21 515 | 27 945 | 26 477 | 42 037 | 42 678 | 43 497 | -    | -    | -    |

| 2019 | - | - | - | - | - | - | - | - |
| ---- | - | - | - | - | - | - | - | - |
| -    | - | - | - | - | - | - | - | - |

## Administració
| Període   | Identitat      | Partit |
| --------- | -------------- | ------ |
| 1959-1969 | Francis Turcan | PCF    |
| 1969-2009 | Paul Lombard   | PCF    |
| 2009-     | Gaby Charroux  | PCF    |

## Personatges relacionats
- Charles Maurras